# Olga Koeznetsova
Olga Koeznetsova (Russisch: Ольга Кузнецова) (23 oktober 1967) is een Russische voormalige middellangeafstandsloopster, die was gespecialiseerd in de 800 m en de 1500 m. Ze had tot 2010 het Europees indoorrecord in handen op de zelden gelopen 4 x 800 m estafette.

## Loopbaan
Haar eerste succes boekte Koeznetsova in 2000 met het winnen van de 1500 m op de Russische indoorkampioenschappen in 4.05,44. Later dat jaar behaalde ze op de Europees indoorkampioenschappen in Gent een zilveren medaille. Met een tijd van 4.13,45 bleef ze achter de Roemeense Violeta Szekely (goud; 4.12,82) en voor haar landgenote Joelia Kosenkova (brons; 4.13,60).
Op 4 februari 1994 liep Olga Koeznetsova in Moskou met haar teamgenotes Jelena Afanasjeva, Jelena Zajtseva en Jekaterina Podkopajeva een wereldrecord van 8.18,71 op de 4 x 800 m estafette. Op 11 februari 2007 verbeterde ze deze tijd met nog eens 0,17 seconden door met Jelena Afanasjeva, Olga Zajtseva en Jekaterina Podkopajeva bij de Russische indoorkampioenschappen in Wolgograd 8.18,54 te lopen.

## Titels
- Russisch kampioene 1500 m (indoor) - 2000

## Persoonlijke records
Outdoor
| Onderdeel   | Prestatie | Datum        | Plaats         |
| ----------- | --------- | ------------ | -------------- |
| 800 m       | 1.58,77   | 15 juli 1999 | Moskou         |
| 1000 m      | 2.41,99   | 20 juni 1998 | Istanboel      |
| 1500 m      | 4.03,18   | 28 juli 2000 | Oslo           |
| 1 Eng. mijl | 4.29,17   | 20 juli 2002 | Heusden-Zolder |

Indoor
| Onderdeel | Prestatie | Datum            | Plaats |
| --------- | --------- | ---------------- | ------ |
| 600 m     | 1.28,51   | 6 januari 2000   | Moskou |
| 800 m     | 1.58,94   | 17 februari 2001 | Moskou |
| 1500 m    | 4.04,26   | 25 februari 2001 | Liévin |
| 2000 m    | 5.54,88   | 6 januari 2001   | Moskou |

## Palmares

### 1500 m
Kampioenschappen
- 2000:  EK indoor - 4.13,45
- 2000: 8e Grand Prix Finale - 4.21,75

Golden League-podiumplek
- 2000:  Meeting Gaz de France – 4.05,17